# FNN石川テレニュース
『FNN石川テレニュース』（エフエヌエヌいしかわテレニュース）は、石川テレビで放送されたローカルニュース番組である。2015年3月29日までの夜のスポットニュース、2016年3月27日まで放送されていた『産経テレニュースFNN』（フジテレビ製作）のタイトル差し替えの際にこのタイトルが使用されていた。一時期、『ITCニュース』のタイトルで放送されていたこともある。
本項では、2015年3月30日より放送されている『石川さん こんやのニュース』についても記述する。

## 放送時間
- 月曜日 - 土曜日：20:54 - 21:00 、日曜日：23:09 - 23:15
- ※2015年3月30日より『石川さん こんやのニュース』に改題。
  - フジテレビや『こんやのニュース』のタイトルを使用していた一部系列局において、2016年10月3日から2017年10月1日まで『ユアタイム クイック』、同年10月2日から2018年3月31日まで『THE NEWSα Pick』となったが、石川テレビでは改題せず、引き続き『こんやのニュース』のタイトルを使用している。
  - 日曜は2015年10月4日から2016年3月27日までは『日曜ファミリア』、2017年10月1日から2018年3月25日までは『ニチファミ!』に内包されていた。
  - 2017年1月から2019年10月までは金曜のみ21:49 - 21:55[注釈 1]に放送されていた。
  - 2018年3月31日までは突発的なニュースが発生した場合、東京からの『THE NEWSα Pick』のスポットニュースの内容に変更されることがあった。
  - 2018年4月4日からは日曜日[注釈 2]を除き、20時台および21:00以前にまたがってのスペシャル番組放送時[注釈 3]の終盤6分間を差し替えて（飛び降り）放送することになる。

1978年10月に『ITCニュースワイド6:30』が開始されるまでは、平日夕方の『FNNニュース』内の18:45 - 18:55の枠にて『ITCニュース』を放送していた。

## ニュースの動画配信
ローカルニュースの動画配信は、自社のウェブサイトではなく石川テレビが配信しているYahoo!ニュース（Yahoo! JAPAN）とフジニュースネットワーク（FNN）の公式ウェブサイト「FNN.jpプライムオンライン」において実施している。対象の番組は以下のとおり（2019年時点）。
- FNN Live News days（ローカル枠）
- 石川さん Live News イット!
- Live News イット!（土曜、ローカル枠）
- 北陸中日新聞テレビ日曜夕刊（日曜、ローカル枠）